# Finale de la Coupe d'Europe des vainqueurs de coupe 1969-1970
La finale de la Coupe d'Europe des vainqueurs de coupe 1969-1970 est la 10e finale de la Coupe d'Europe des vainqueurs de coupe, organisée par l'UEFA. Ce match de football a lieu le 29 avril 1970 au stade du Prater (aujourd'hui stade Ernst-Happel) de Vienne, en Autriche.
Elle oppose l'équipe anglaise de Manchester City aux Polonais du Górnik Zabrze. Le match se termine par une victoire des Mancuniens sur le score de 2 buts à 1, ce qui constitue leur premier sacre dans la compétition ainsi que leur premier titre européen.

## Parcours des finalistes
Note : dans les résultats ci-dessous, le score du finaliste est toujours donné en premier (D : domicile ; E : extérieur).
| Manchester City      | Manchester City | Manchester City | Manchester City |                     | Górnik Zabrze        | Górnik Zabrze | Górnik Zabrze | Górnik Zabrze | Górnik Zabrze |
| -------------------- | --------------- | --------------- | --------------- | ------------------- | -------------------- | ------------- | ------------- | ------------- | ------------- |
| Adversaire           | Total           | Aller           | Retour          | Tour                | Adversaire           | Total         | Aller         | Retour        | Match d'appui |
| Athletic Bilbao      | 6 - 3           | 3 - 3 (E)       | 3 - 0 (D)       | Seizièmes de finale | Olympiakos           | 7 - 2         | 2 - 2 (E)     | 5 - 0 (D)     |               |
| K Lierse SK          | 8 - 0           | 3 - 0 (E)       | 5 - 0 (D)       | Huitièmes de finale | Glasgow Rangers      | 6 - 2         | 3 - 1 (D)     | 3 - 1 (E)     |               |
| Académica de Coimbra | 1 - 0           | 0 - 0 (E)       | 1 - 0 (D)       | Quarts de finale    | Levski-Spartak Sofia | 4E - 4        | 2 - 3 (E)     | 2 - 1 (D)     |               |
| Schalke 04           | 5 - 2           | 0 - 1 (E)       | 5 - 1 (D)       | Demi-finales        | AS Rome              | 4 - 4 a       | 1 - 1 (E)     | 2 - 2 ap (D)  | 1 - 1 ap      |

a : vainqueur décidé au tirage au sort.

## Match

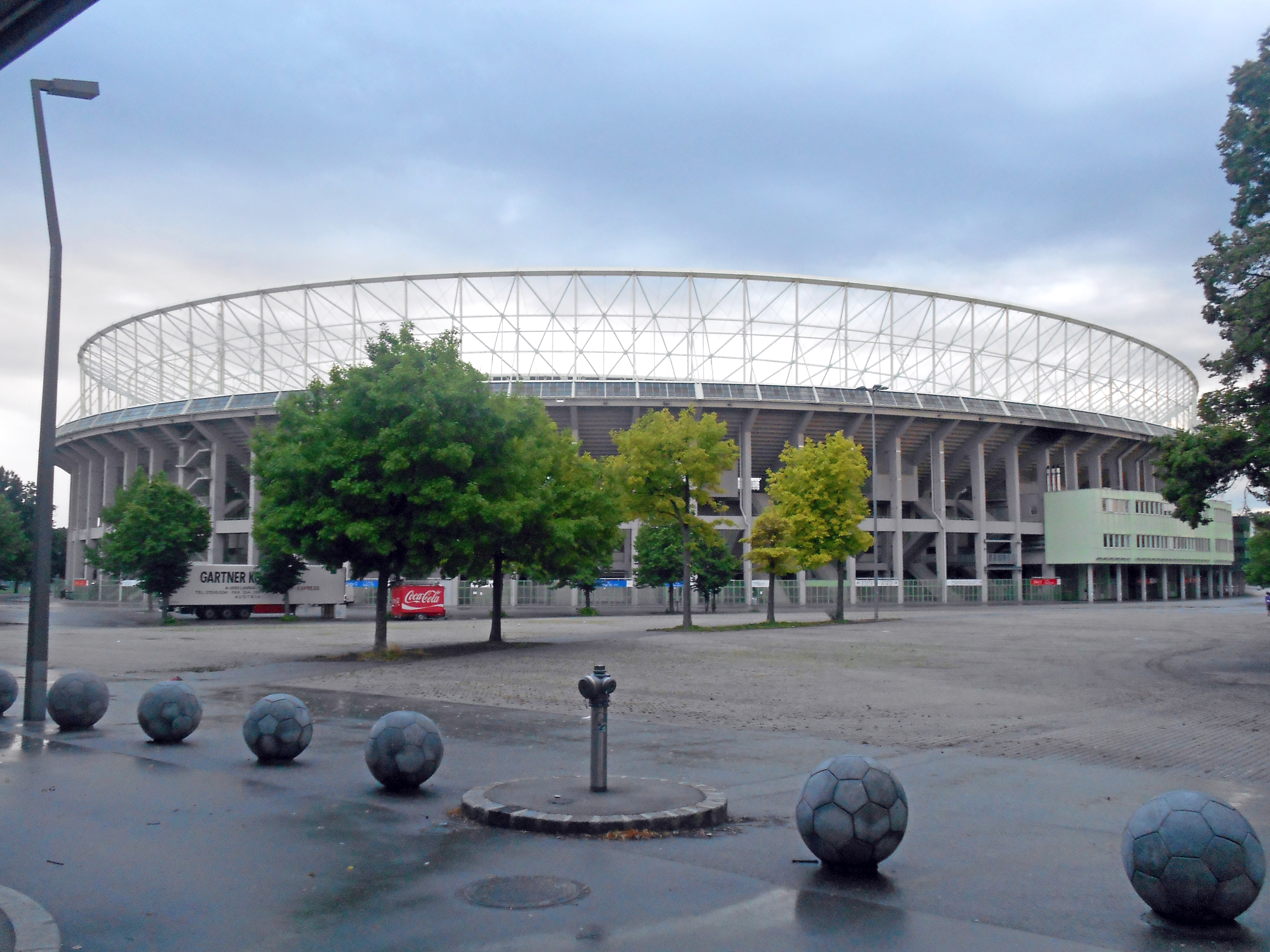
Le Ernst-Happel Stadion (anciennement stade du Prater) à Vienne, théâtre de la finale de l'édition.

| ·             |                    |     |
| Titulaires :  |                    |     |
|               |                    |     |
| 1             | Joe Corrigan       |     |
| 2             | Tony Book          |     |
| 3             | Glyn Pardoe (en)   |     |
| 4             | Mike Doyle (en)    | 23e |
| 5             | Tommy Booth (en)   |     |
| 6             | Alan Oakes         |     |
| 7             | George Heslop (en) |     |
| 8             | Colin Bell         |     |
| 9             | Francis Lee        |     |
| 10            | Neil Young         |     |
| 11            | Tony Towers (en)   |     |
|               |                    |     |
| Remplaçants : |                    |     |
| 12            | Ian Bowyer         | 23e |
|               |                    |     |
| Entraîneur :  |                    |     |
| Joe Mercer    |                    |     |

| ·             |                          |     |
| Titulaires :  |                          |     |
|               |                          |     |
| 1             | Hubert Kostka            |     |
| 2             | Henryk Latocha (pl)      |     |
| 3             | Stanisław Oślizło (en)   |     |
| 4             | Jerzy Gorgoń             |     |
| 5             | Stefan Florenski (en)    | 85e |
| 6             | Zygfryd Szołtysik        |     |
| 7             | Erwin Wilczek            | 75e |
| 8             | Alfred Olek (en)         |     |
| 9             | Jan Banaś (en)           |     |
| 10            | Włodzimierz Lubański     |     |
| 11            | Władysław Szaryński (pl) |     |
|               |                          |     |
| Remplaçants : |                          |     |
| 13            | Alojzy Deja (pl)         | 85e |
| 16            | Hubert Skowronek (pl)    | 75e |
|               |                          |     |
| Entraîneur :  |                          |     |
| Michał Matyas |                          |     |

| ·             |                    |     |
| Titulaires :  |                    |     |
|               |                    |     |
| 1             | Joe Corrigan       |     |
| 2             | Tony Book          |     |
| 3             | Glyn Pardoe (en)   |     |
| 4             | Mike Doyle (en)    | 23e |
| 5             | Tommy Booth (en)   |     |
| 6             | Alan Oakes         |     |
| 7             | George Heslop (en) |     |
| 8             | Colin Bell         |     |
| 9             | Francis Lee        |     |
| 10            | Neil Young         |     |
| 11            | Tony Towers (en)   |     |
|               |                    |     |
| Remplaçants : |                    |     |
| 12            | Ian Bowyer         | 23e |
|               |                    |     |
| Entraîneur :  |                    |     |
| Joe Mercer    |                    |     |

| ·             |                          |     |
| Titulaires :  |                          |     |
|               |                          |     |
| 1             | Hubert Kostka            |     |
| 2             | Henryk Latocha (pl)      |     |
| 3             | Stanisław Oślizło (en)   |     |
| 4             | Jerzy Gorgoń             |     |
| 5             | Stefan Florenski (en)    | 85e |
| 6             | Zygfryd Szołtysik        |     |
| 7             | Erwin Wilczek            | 75e |
| 8             | Alfred Olek (en)         |     |
| 9             | Jan Banaś (en)           |     |
| 10            | Włodzimierz Lubański     |     |
| 11            | Władysław Szaryński (pl) |     |
|               |                          |     |
| Remplaçants : |                          |     |
| 13            | Alojzy Deja (pl)         | 85e |
| 16            | Hubert Skowronek (pl)    | 75e |
|               |                          |     |
| Entraîneur :  |                          |     |
| Michał Matyas |                          |     |